# Le Change
Le Change (okzitanisch: Lo Chamnhe) ist eine Ortschaft und eine Commune déléguée in der französischen Gemeinde Bassillac et Auberoche mit 628 Einwohnern (Stand: 1. Januar 2022) im Département Dordogne in der Region Nouvelle-Aquitaine. Die Einwohner werden Changeacois genannt.
Le Change wurde mit Wirkung vom 1. Januar 2017 mit fünf weiteren Gemeinden zur Commune nouvelle Bassillac et Auberoche zusammengelegt. Die Gemeinde Le Change gehörte zum Arrondissement Périgueux und zum Kanton Haut-Périgord Noir. 

## Geographie
Le Change liegt in der Landschaft Périgord, etwa 13 Kilometer östlich von Périgueux. 

## Bevölkerungsentwicklung
| Jahr                      | 1962 | 1968 | 1975 | 1982 | 1990 | 1999 | 2006 | 2013 |
| Einwohner                 | 396  | 381  | 412  | 451  | 516  | 539  | 585  | 608  |
| Quelle: Cassini und INSEE |      |      |      |      |      |      |      |      |

## Sehenswürdigkeiten
- Kirche Saint-Jean-Baptiste aus dem 11. Jahrhundert mit An- und Umbauten aus dem 15. Jahrhundert
- Kapelle Saint-Michel d'Auberoche aus dem 12. Jahrhundert, seit 1960 Monument historique
- Schloss Banes aus dem 15. Jahrhundert
- Schloss Blanzac aus dem 17. Jahrhundert
- Schloss Laborde aus dem 18. Jahrhundert
- Schloss La Faurie aus dem 15./16. Jahrhundert, seit 1948 Monument historique
- Schloss Lauterie aus dem 17. Jahrhundert, seit 1985 Monument historique
- Schloss Maleffe aus dem 15. Jahrhundert
- Schloss La Sandre aus dem 13. Jahrhundert, Umbauten aus dem 15. Jahrhundert, Monument historique seit 1965
- Schloss Le Roc aus dem 19. Jahrhundert
Das Schloss war während des Vichy-Regimes im Jahre 1942 Ort der Internierung für 172 Juden aus der Dordogne, die von hier Über das Sammellager Drancy nach Auschwitz deportiert wurden. An sie erinnert der unten abgebildete Gedenkstein vor dem Schloss, der folgende Inschrift trägt:
„Am 26. August 1942 wurden 172 Juden, darunter 52 Kinder und Jugendliche aus der Dordogne, verhaftet und im Château du Roc in Le Change und in Saint Pardoux La Riviere interniert. Sie wurden von der Vichy-Regierung an die Nazis ausgeliefert und nach Auschwitz deportiert. Wir dürfen nie vergessen.“[1]
- Mühle von Rozier
- Mühle von Redrol (1217 erwähnt)
- Mühle im Ortszentrum von 1550
- Mühle von Laborde (1225 erwähnt)
- Mühle von Goutteblave (1490 erwähnt)

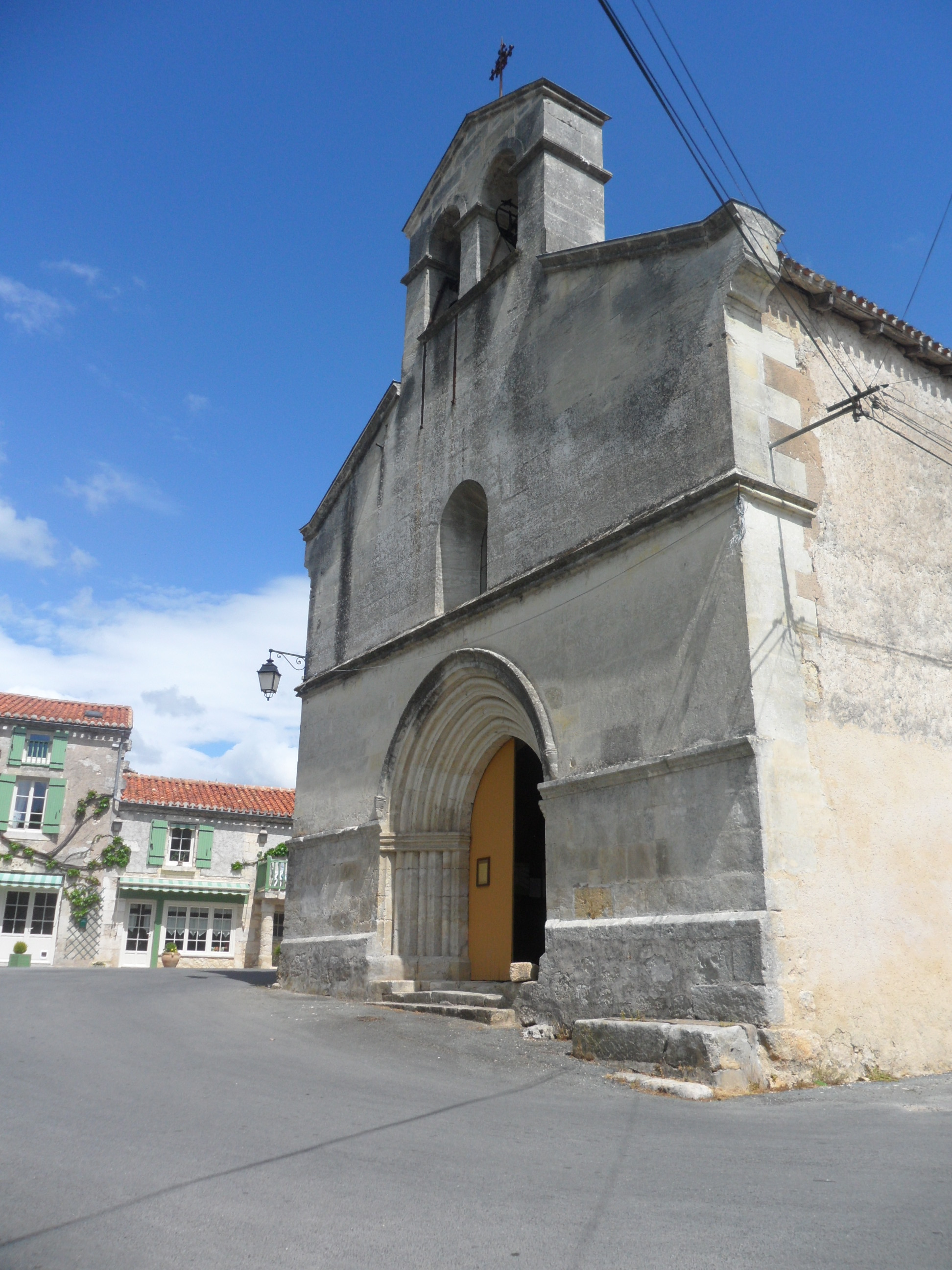
Kirche Saint-Jean-Baptiste
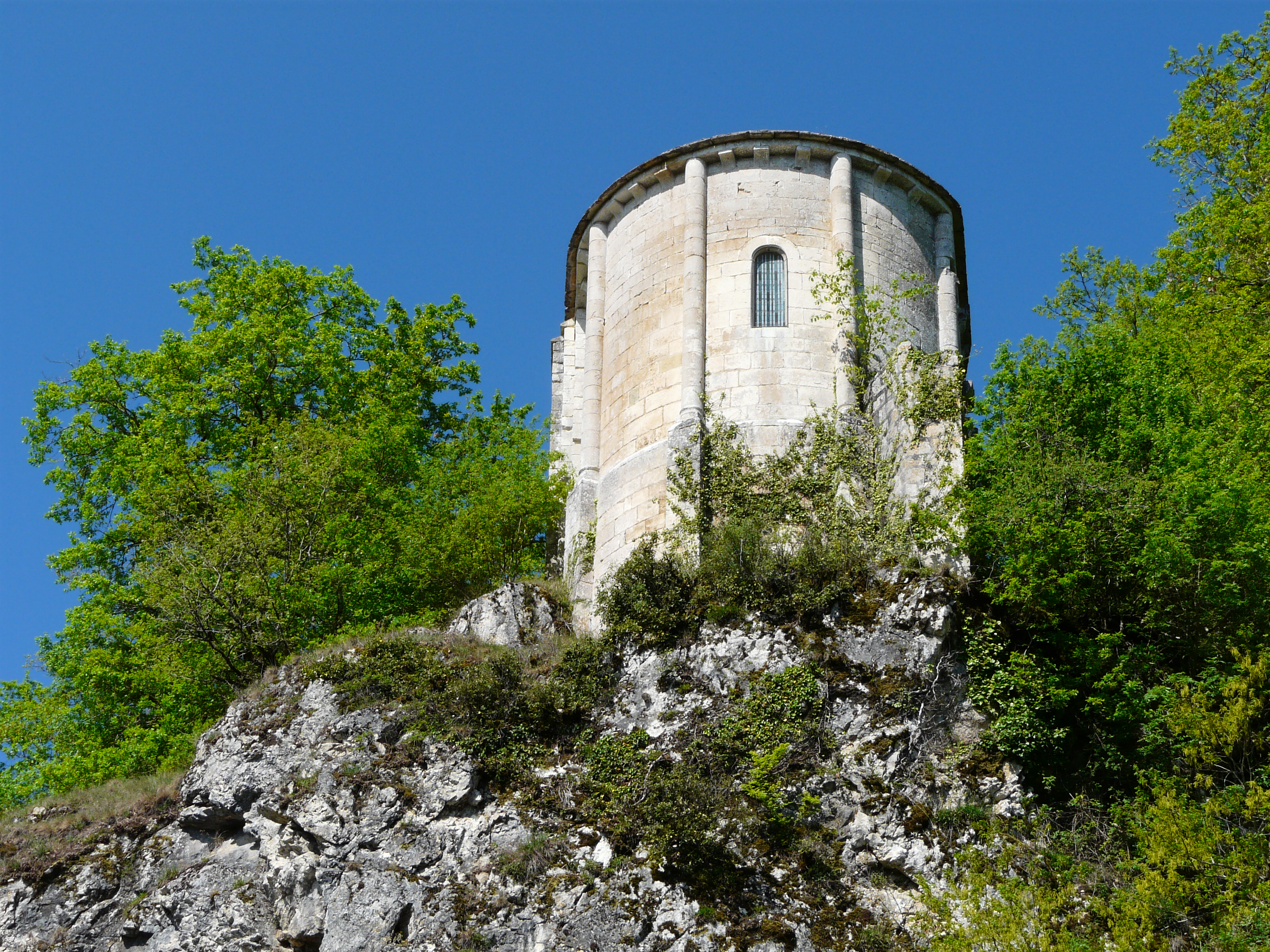
Kapelle Saint-Michel d'Auberoche
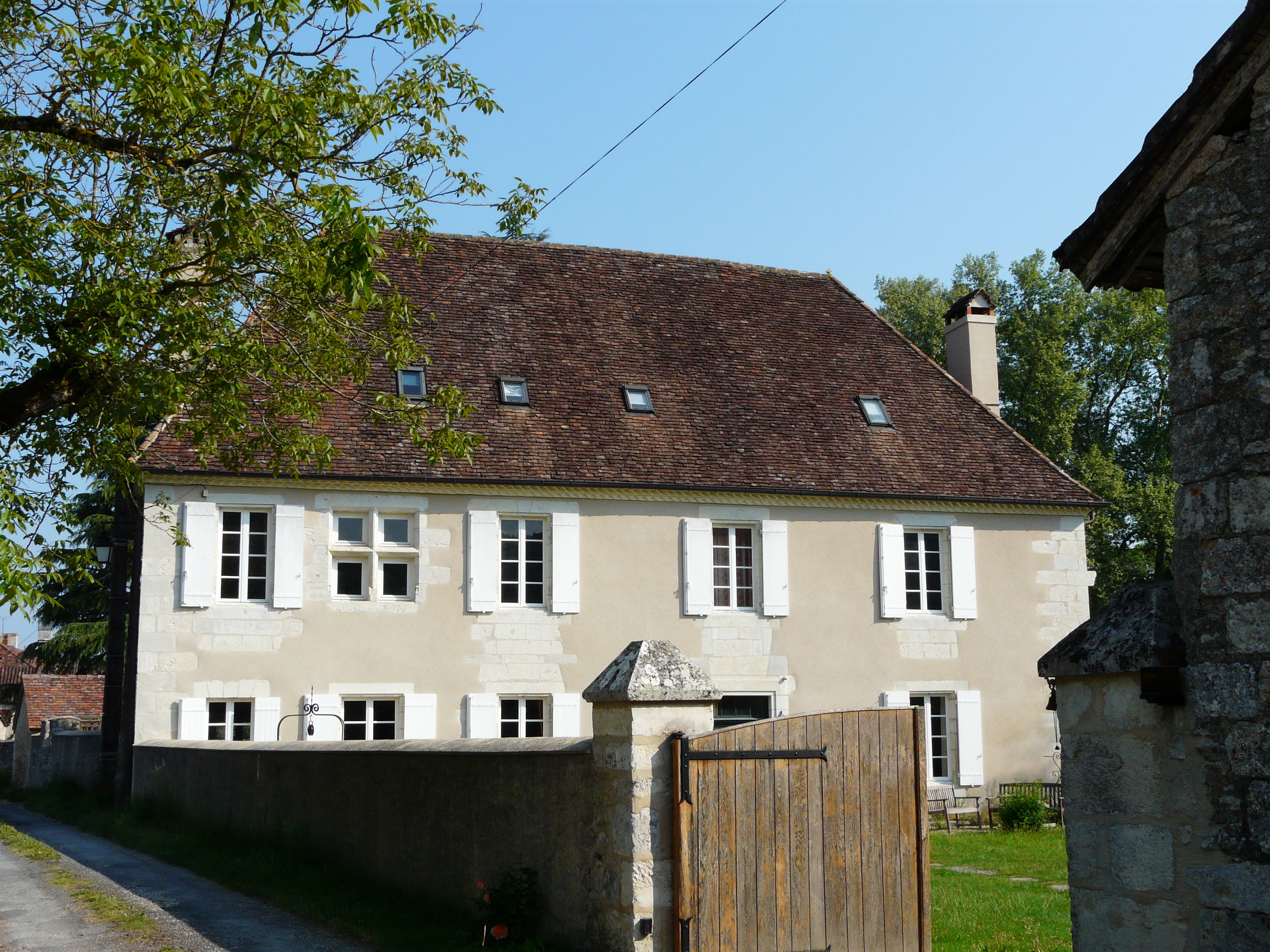
Schloss Banes
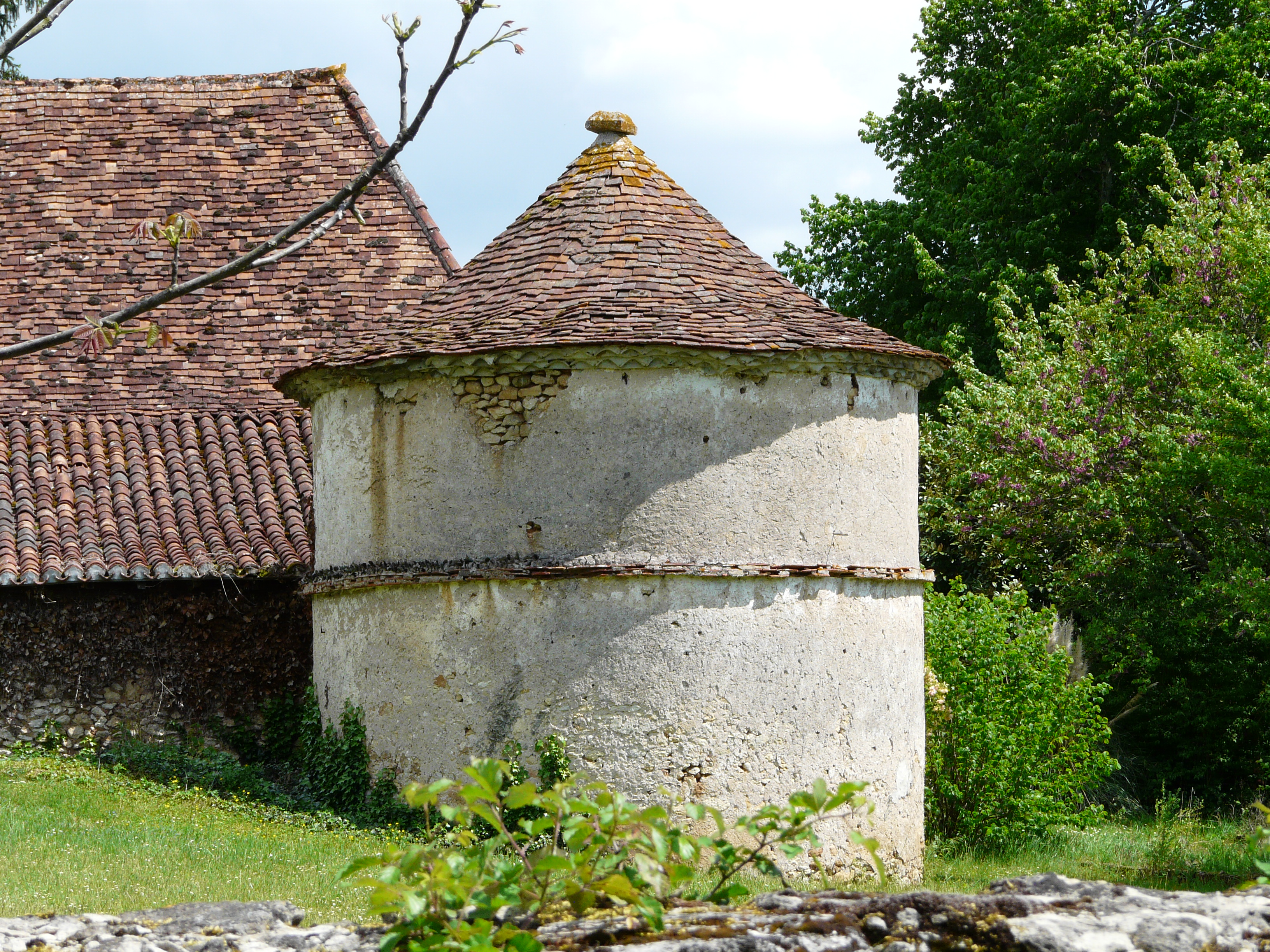
Taubenturm des Schlosses Blanzac
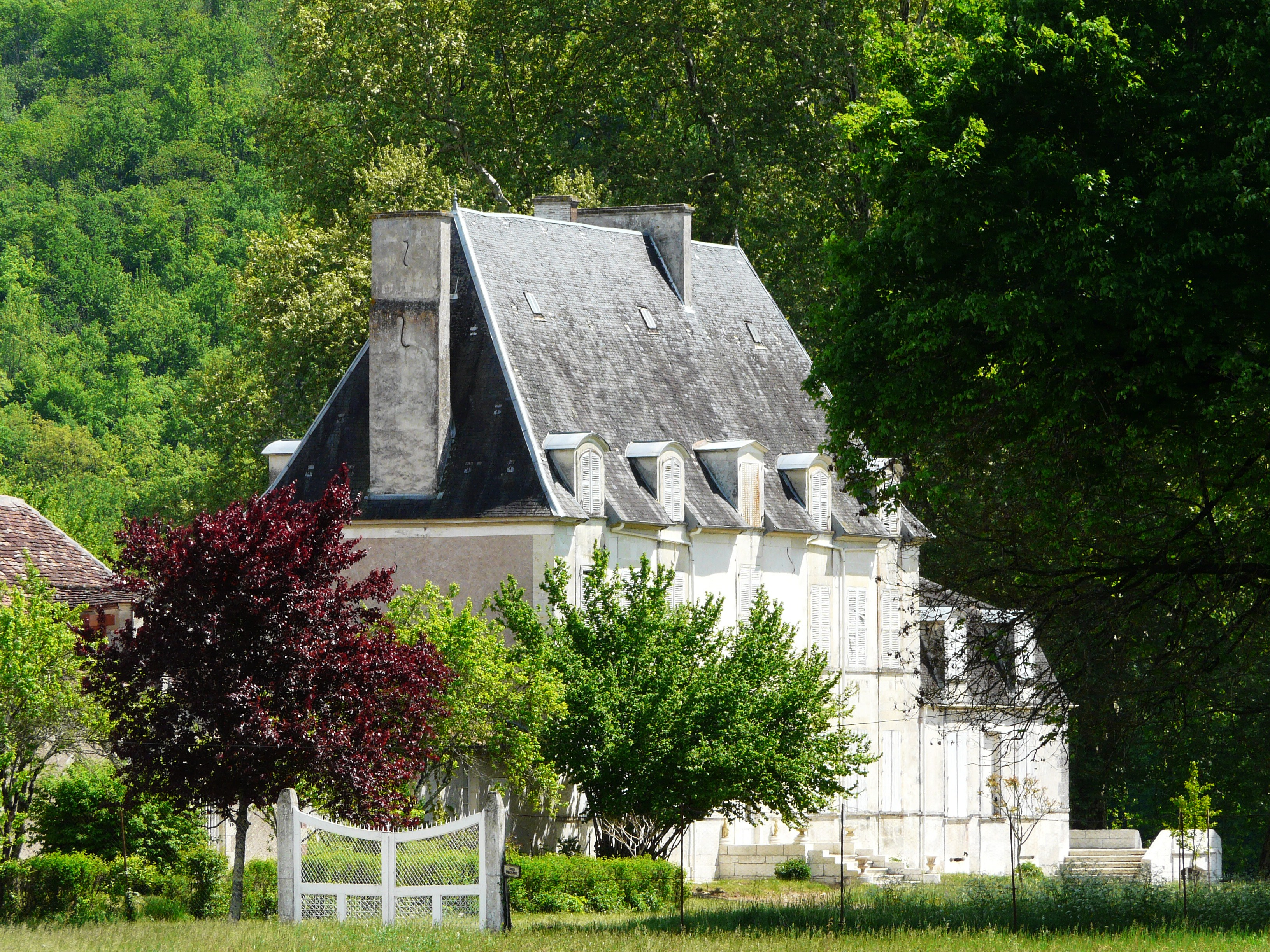
Schloss Laborde
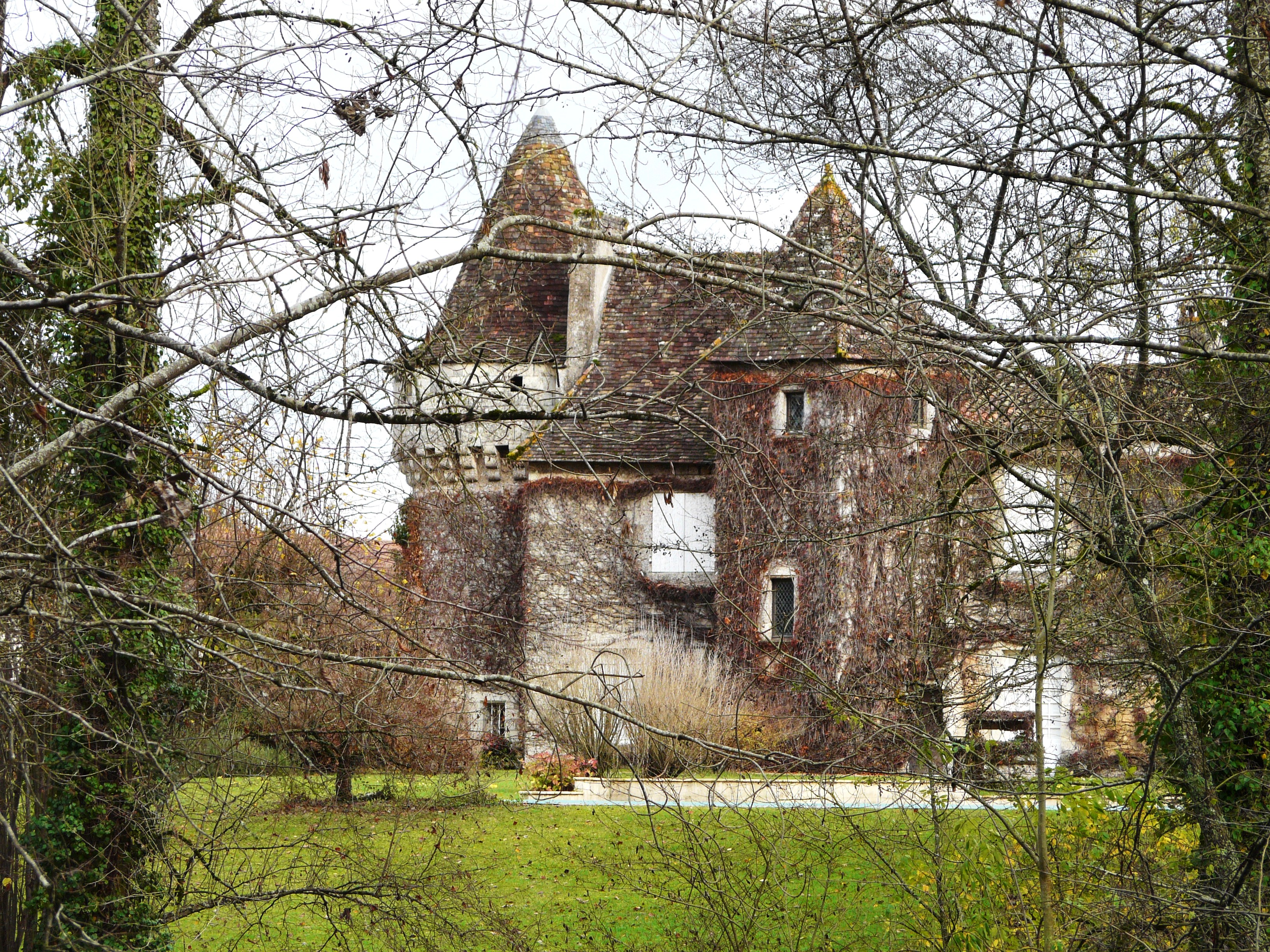
Schloss La Faurie
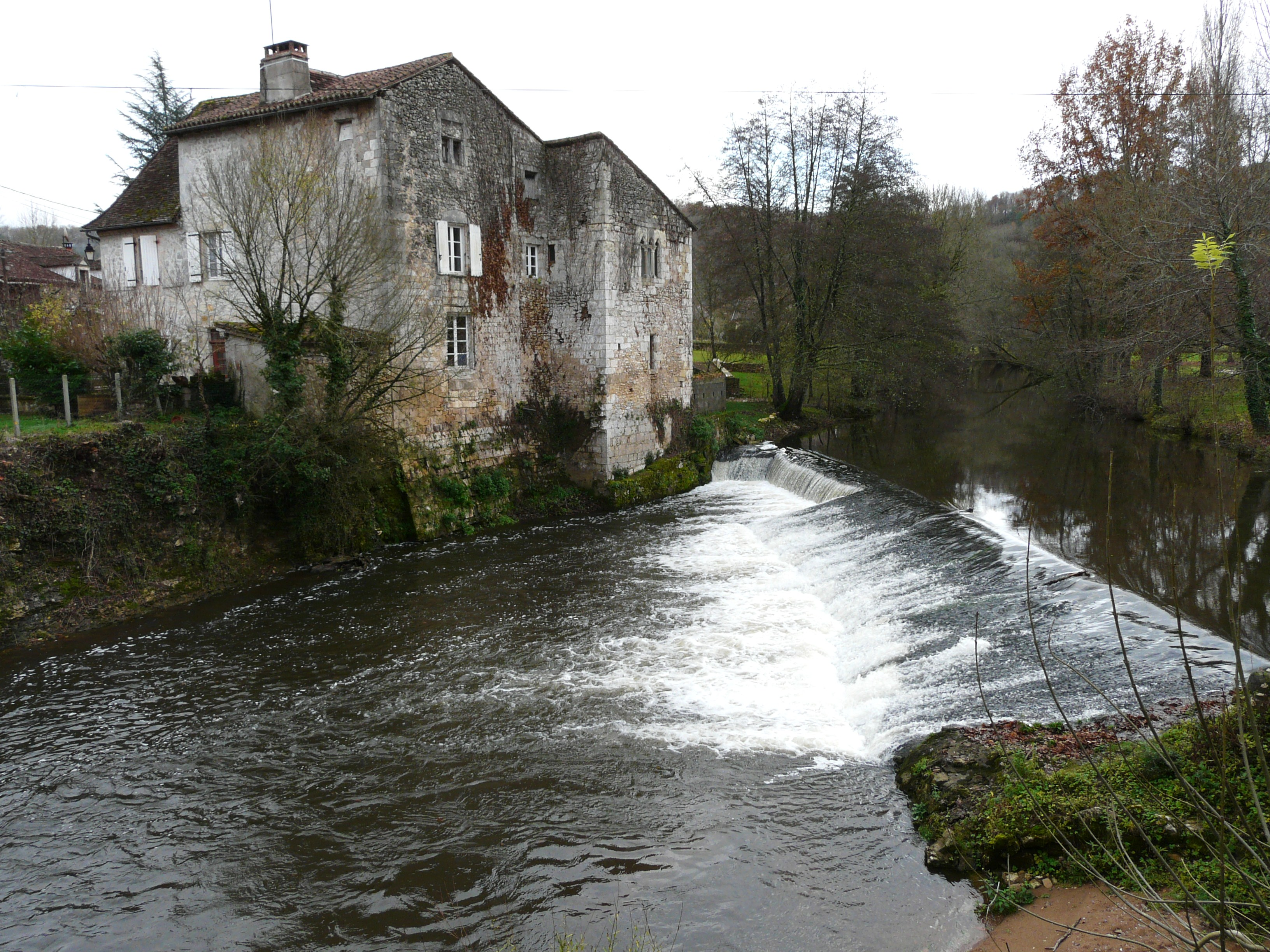
Schloss Maleffe
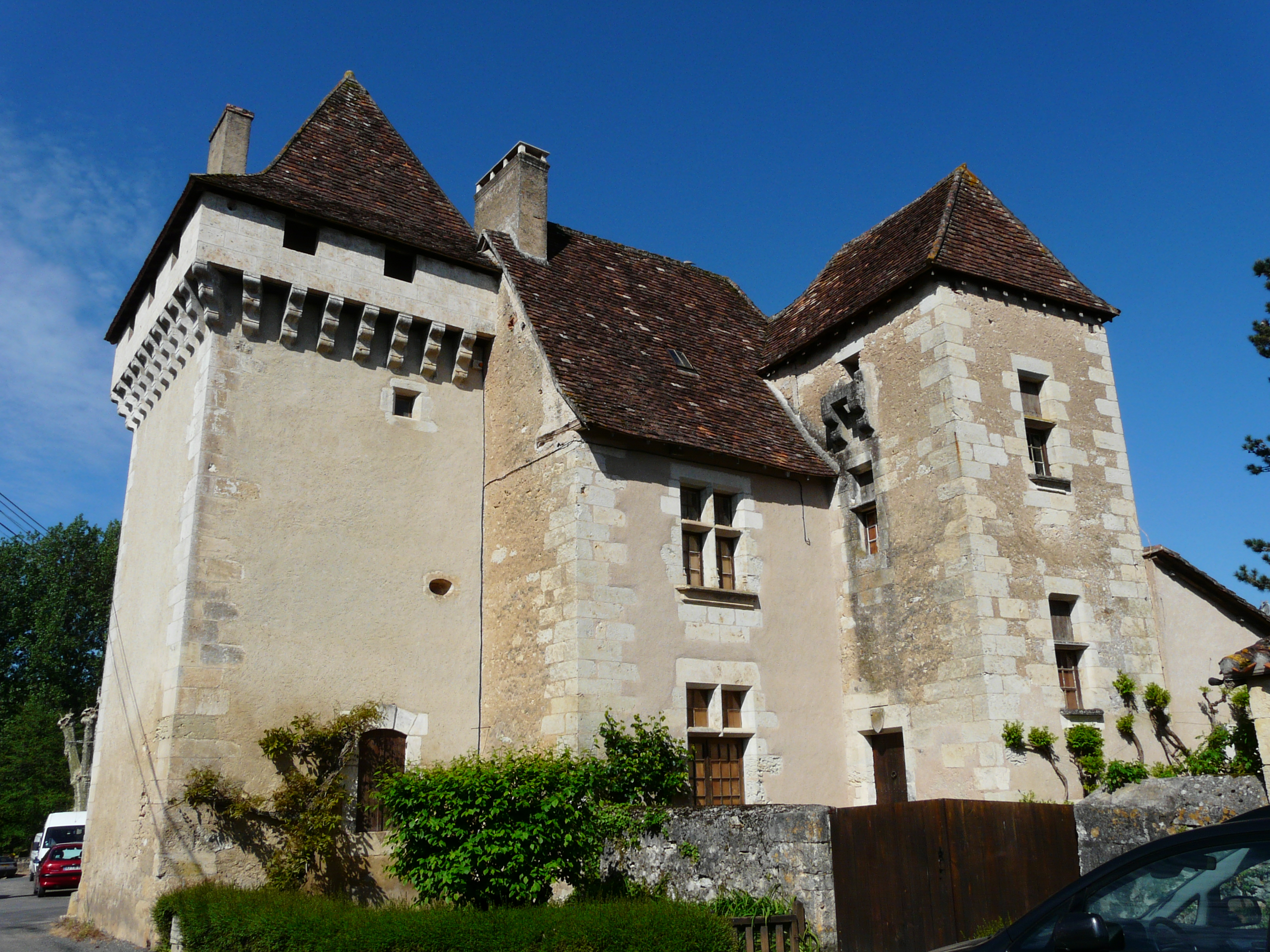
Schloss La Sandre
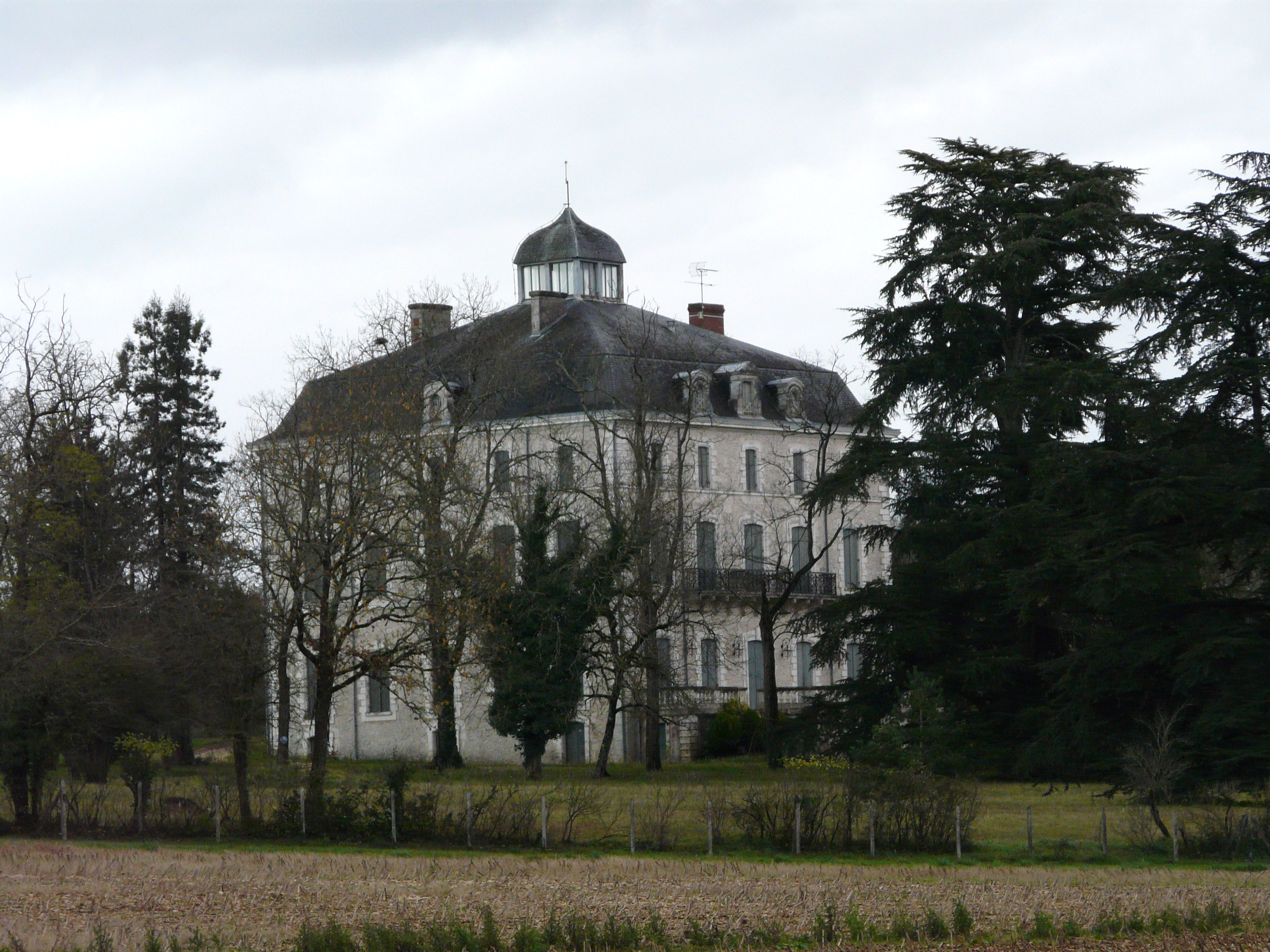
Schloss Le Roc.
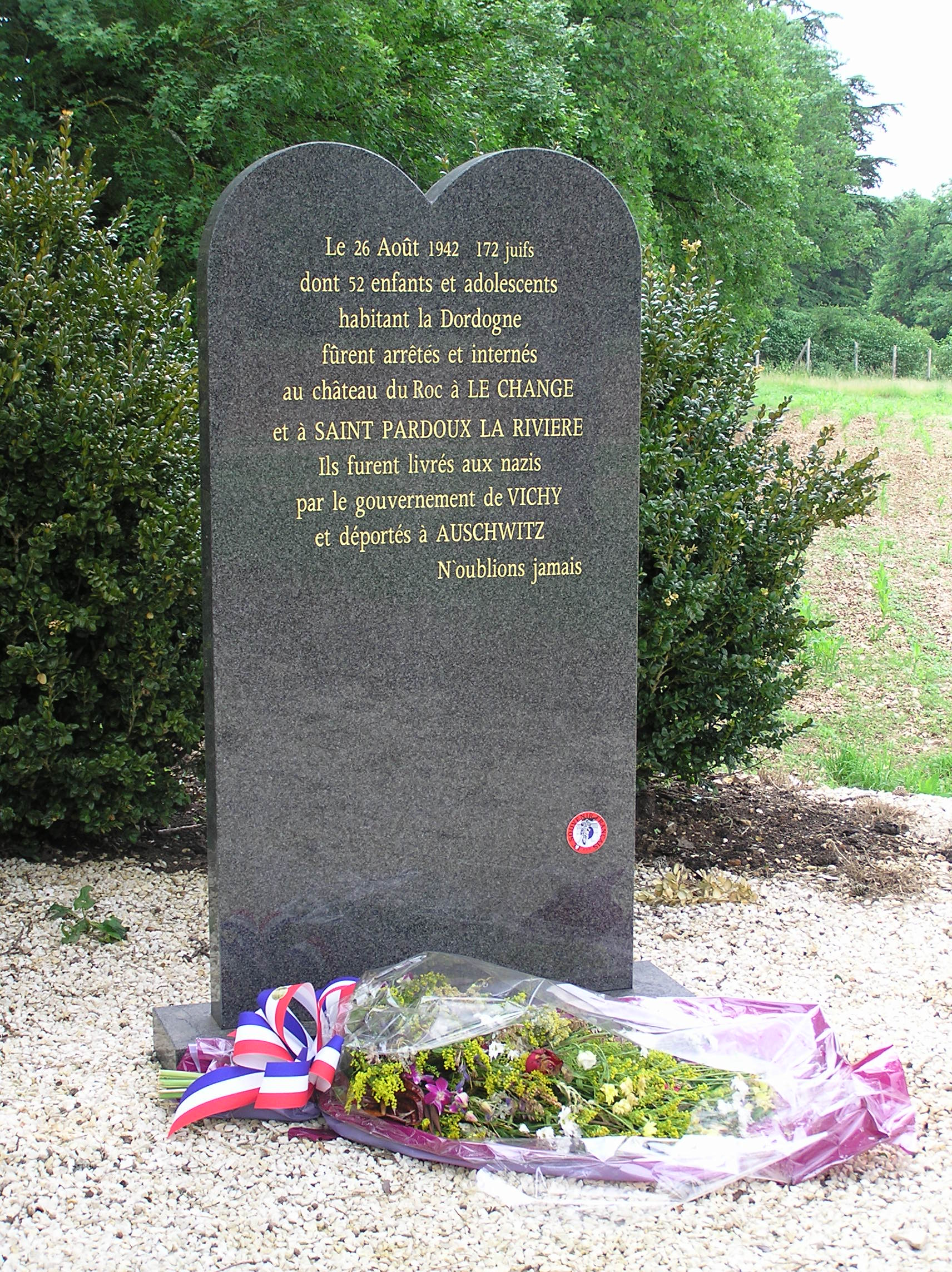
Gedenkstein für die hier internierten und dann nach Auschwitz deportierten Juden

## Persönlichkeiten
- Léon Clédat (1851–1930), Romanist